# Iliouchine Il-102
L'Iliouchine Il-102 était un avion d'attaque au sol à turboréacteurs expérimental conçu par Iliouchine. L'avion n'a pas été choisi pour production ayant été surclassé par le Su-25; seuls quelques prototypes furent construits.

## Conception et développement

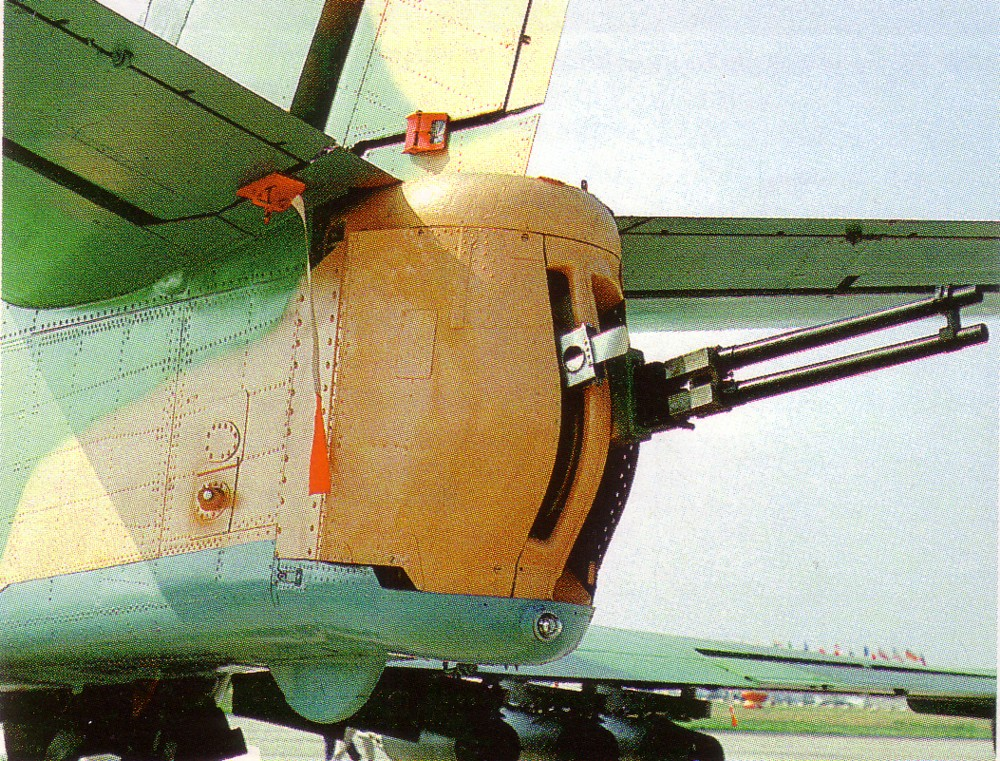
La tourelle de queue du Il-102 avec son double canon automatique GSh-23L

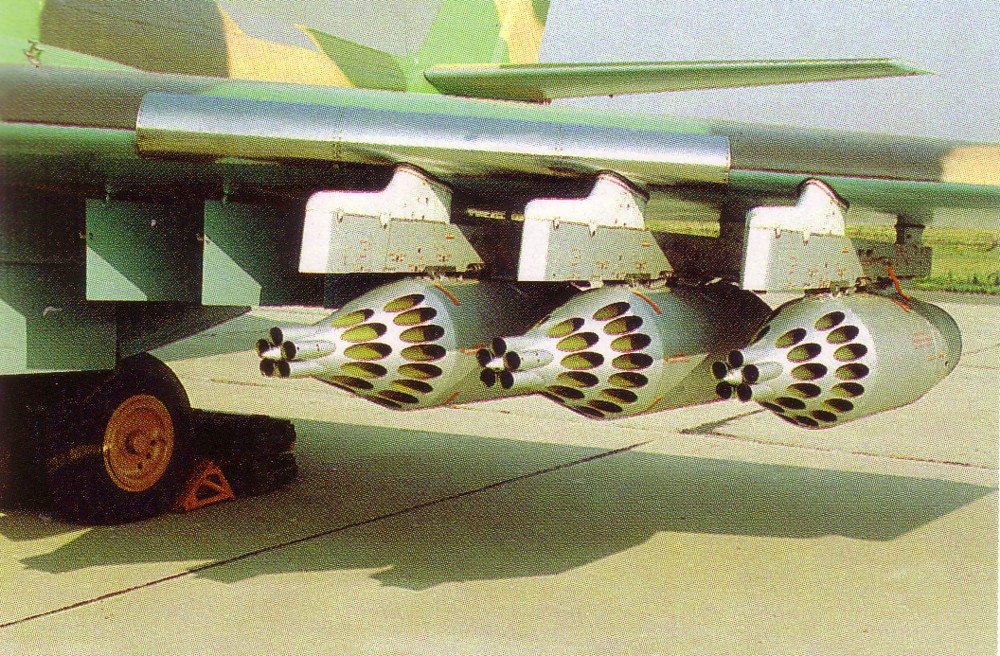
Les nacelles sous les ailes du Il-102, armées de lance-roquettes.

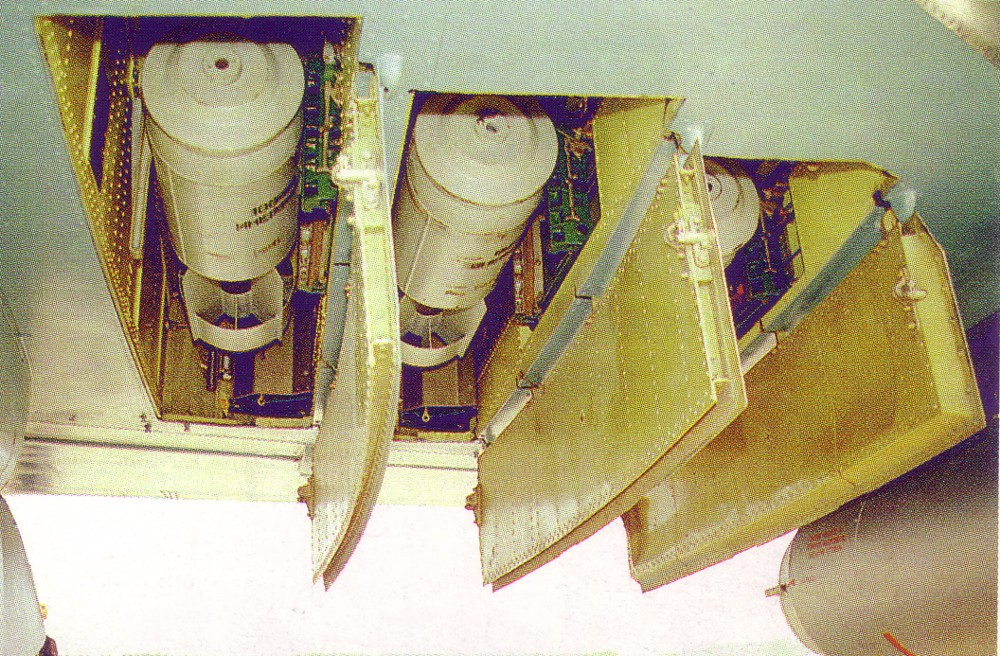
Les baies dans les ailes du Il-102, armées de bombes

En 1967, l'URSS lança un programme destiné à équiper son armée de l'air d'un avion d'attaque au sol à turboréacteurs. Tandis que Soukhoï se lançait dans l'étude d'un nouvel avion monoplace, Iliouchine proposa une version modifiée de son Iliouchine Il-40 de 1953, sous la désignation Il-42 qui, contrairement au Soukhoï, était un modèle biplace avec une tourelle arrière commandée à distance. La conception fut refusée par l'armée de l'air soviétique mais Iliouchine décida de continuer l'aventure en privé, renommant le projet Il-102.
Le premier prototype Il-102 vola le 25 septembre 1982, la seconde cellule construite était destinée aux essais statiques. Il effectua 250 vols de test jusqu'en 1984 le moteur ayant atteint sa fin de vie.
Le Il-102 était un avion à ailes longes à flèche modérée (30°) propulsé par deux turboréacteurs Klimov RD-33 (la version sans postcombustion des moteurs du chasseur MiG-29). Il était rare à l'époque de disposer d'une tourelle arrière, chose qui ne s’était pas vue sur un avion d'attaque depuis les Il-2 Shturmovik et Il-10 de la Seconde Guerre mondiale. Le cockpit, les moteurs et réservoirs étaient blindés contre les tirs venant du sol.

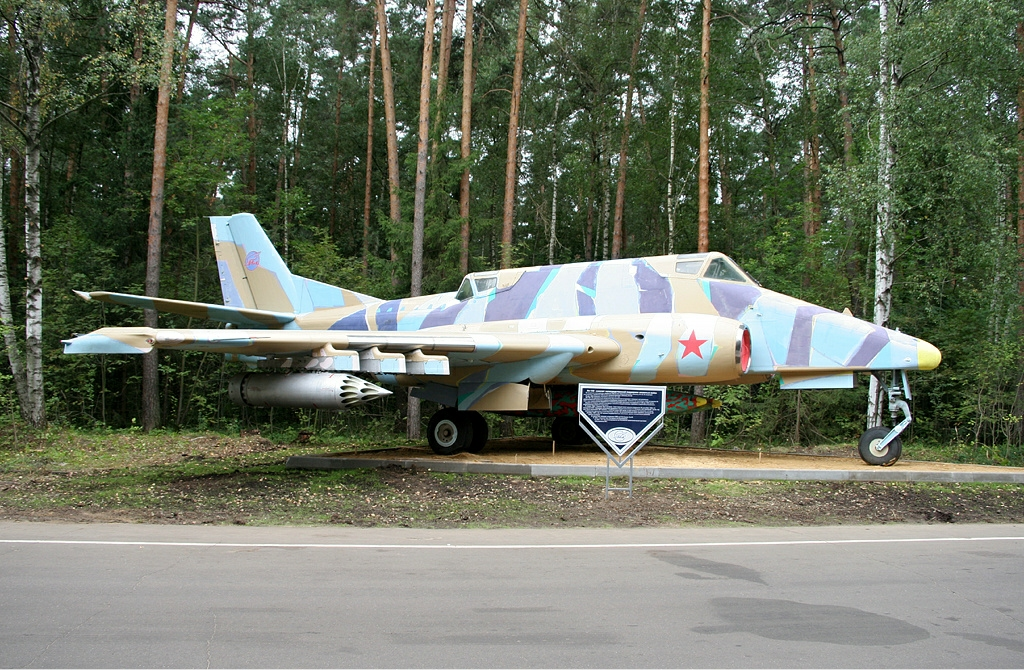
Le prototype exposé a l'institut Gromov.

Bien que le développement ait été abandonné en 1984, le prototype fut dévoilé au public au Salon international aérospatial de Moscou de 1992 à
Zhukovsky (en) et annoncé être disponible à l'exportation. En 2005 le prototype fut placé sur un piédestal et exposé au Gromov Flight Research Institute (en).

### Développement lié
- Iliouchine Il-40

### Aéronefs comparables
- A-10 Thunderbolt II
- Northrop YA-9
- Soukhoï Su-25